# Andreas Bliemel
Andreas Bliemel (* Mai 1950 in Dresden; † 15. Oktober 2015 in Köln) war ein deutscher Maler.

## Leben
Bliemel war gelernter Dekorationsmaler und studierte unter anderem an der Hochschule für Bildende Künste in Dresden.
Anfang der achtziger Jahre arbeitete er als Bühnenbildner für das Theater Nordhausen.
Seit 1984 lebte und arbeitete er in Köln und betrieb dort eine Malerei und Malschule. Neben seinem Atelier arbeitete er seit 2009 als Dozent an der Internationalen Kunstakademie Heimbach.
Am 15. Oktober 2015 verstarb Bliemel und wurde auf dem Kölner Ostfriedhof begraben.

## Ausstellungen
- 1982 im Leonhardi-Museum in Dresden
- 1985 in der Galerie am Markt in Köln
- 1986 im Bürgerhaus Stollwerck in Köln
- 2005 in der Galerie Christoff Horschik in Dresden
- 2008 in der Galerie am Blauen Wunder in Dresden